# Laure Soulié
Laure Soulié (* 28. April 1987 in Andorra la Vella) ist eine ehemalige, zunächst für Frankreich startende andorranische Biathletin. Sie ist eine von wenigen international erfolgreich gewesenen Wintersportlern ihres Landes.

## Sportliche Laufbahn

### Schnelle Fortschritte im französischen Team (2005–2009)
Ihre ersten internationalen Rennen bestritt Laure Soulié 2005 am Gurnigel im Rahmen des Junioren-Europacups. Ihren ersten Sprint, ein vergleichsweise schlecht besetztes Rennen, beendete sie als Dritte, das folgende Verfolgungsrennen gewann sie. Die Junioren-Weltmeisterschaften 2006 in Presque Isle brachten einen 17. Platz im Einzel, Platz 12 im Sprint und 13 in der Verfolgung. Im Staffelrennen gewann sie mit Marine Dusser und Marine Bolliet die Bronzemedaille. Bei den Junioren-Wettkämpfen auf Skirollern während der Sommerbiathlon-Weltmeisterschaften 2008 in der Haute-Maurienne lief Soulié in Sprint und Verfolgung auf Platz acht.
Noch während der Saison 2007/08 wechselte Soulié von den Junioren zu den Frauen und bestritt ihr erstes Europacup-Rennen, ein Einzel, 2008 am Arber und wurde 29. Die erste Top-Ten-Platzierung folgte wenig später in Cesana San Sicario. Erstes Großereignis bei den Frauen waren die Biathlon-Europameisterschaften 2008 in Nové Město na Moravě. Im Sprint erreichte die Französin Platz 25, in der Verfolgung wurde sie 26., Achte wurde sie im Einzel und mit Marine Rougeot, Bolliet und Anaïs Bescond Sechste im Staffelrennen. In der folgenden Saison lief Soulié nur sechs Rennen im IBU-Cup, fuhr aber in jedem Rennen eine Top-20-Platzierung ein.

### Einzelkämpferin für Andorra und Top-10 im Weltcup (2009–2014)
Seit der Saison 2009/10 startete Soulié für ihr Geburtsland Andorra. In Antholz nahm sie 2010 als erste Andorranerin an Biathlon-Weltcup-Rennen teil und gewann in ihrem ersten Rennen, einem Einzel, als 37. sofort Weltcuppunkte. In der folgenden Saison konnte sie ihr bestes Ergebnis im Weltcup bei einem Verfolger in Presque Isle bis auf einen 31. Rang verbessern, 2012 bis auf Platz 25 bei einem Sprint in Oberhof. Zuvor startete sie am Ende der Saison 2010/11 als erste Andorranerin bei den Biathlon-Weltmeisterschaften 2011 in Chanty-Mansijsk und wurde 32. des Einzels, 52. im Sprint und schied als überrundete Läuferin im Verfolgungsrennen aus. 
Nach einer weiteren fast kompletten Saison im Weltcup folgte 2012 in Ruhpolding eine erneute WM-Teilnahme, hier stellte sie mit Rang 33 im Sprint ihr zweitbestes Weltmeisterschaftsergebnis auf. Nach einer eher weniger erfolgreichen Saison erzielte Soulié in Ruhpolding am 10. Januar 2014 im Einzelwettkampf mit einem Schießfehler den neunten Platz und erreichte somit zum ersten Mal die besten Zehn des Weltcups. Ihr zweitbestes Resultat kam im zugehörigen Verfolger, den die Andorranerin auf Rang 21 abschloss. Diese Ergebnisse brachten Soulié einen Platz im Teilnehmerfeld der Olympischen Spiele in Sotschi ein. Sie startete in den Einzeldisziplinen und wurde 47. und 65. Am 24. März 2014 verkündete sie nach dem Saisonfinale in Oslo im Alter von 27 Jahren ihren Rücktritt als aktive Biathletin.

## Persönliches
Laure Soulié lebt in Pas de la Casa.

## Statistiken

### Weltcupplatzierungen
Die Tabelle zeigt alle Platzierungen (je nach Austragungsjahr einschließlich Olympische Spiele und Weltmeisterschaften).
- 1.–3. Platz: Anzahl der Podiumsplatzierungen
- Top 10: Anzahl der Platzierungen unter den ersten zehn (einschließlich Podium)
- Punkteränge: Anzahl der Platzierungen innerhalb der Punkteränge (einschließlich Podium und Top 10)
- Starts: Anzahl gelaufener Rennen in der jeweiligen Disziplin

| Platzierung         | Einzel | Sprint | Verfolgung | Massenstart | Staffel | Gesamt |
| ------------------- | ------ | ------ | ---------- | ----------- | ------- | ------ |
| 1. Platz            |        |        |            |             |         |        |
| 2. Platz            |        |        |            |             |         |        |
| 3. Platz            |        |        |            |             |         |        |
| Top 10              | 1      |        |            |             |         | 1      |
| Punkteränge         | 7      | 13     | 9          |             |         | 29     |
| Starts              | 16     | 33     | 22         |             |         | 71     |
| Stand: Karriereende |        |        |            |             |         |        |

### Olympische Winterspiele
Ergebnisse bei Olympischen Winterspielen:
|                                         | Einzelwettbewerbe | Einzelwettbewerbe | Einzelwettbewerbe | Einzelwettbewerbe | Staffelwettbewerbe | Staffelwettbewerbe |
| Einzel                                  | Sprint            | Verfolgung        | Massenstart       | Damenstaffel      | Mixedstaffel       |                    |
| --------------------------------------- | ----------------- | ----------------- | ----------------- | ----------------- | ------------------ | ------------------ |
| Olympische Winterspiele 2014 \| Sotschi | 47.               | 65.               | –                 | –                 | –                  | –                  |

### Biathlon-Weltmeisterschaften
Ergebnisse bei den Weltmeisterschaften:
| Weltmeisterschaften | Weltmeisterschaften | Einzelwettbewerbe | Einzelwettbewerbe | Einzelwettbewerbe | Einzelwettbewerbe | Staffelwettbewerbe | Staffelwettbewerbe |
| Jahr                | Ort                 | Einzel            | Sprint            | Verfolgung        | Massenstart       | Damenstaffel       | Mixedstaffel       |
| ------------------- | ------------------- | ----------------- | ----------------- | ----------------- | ----------------- | ------------------ | ------------------ |
| 2011                | Chanty-Mansijsk     | 32.               | 52.               | LAP               | –                 | –                  | –                  |
| 2012                | Ruhpolding          | 67.               | 33.               | 37.               | –                 | –                  | –                  |
| 2013                | Nové Město          | 39.               | 69.               | –                 | –                 | –                  | –                  |

### Juniorenweltmeisterschaften
Ergebnisse bei den Juniorenweltmeisterschaften:
| Weltmeisterschaften | Weltmeisterschaften | Einzel | Sprint | Verfolgung | Staffel |
| Jahr                | Ort                 | Einzel | Sprint | Verfolgung | Staffel |
| ------------------- | ------------------- | ------ | ------ | ---------- | ------- |
| 2006                | Presque Isle        | 17.    | 12.    | 13.        | 3.      |